# واسکی
واسوکی (انگلیسی: Vasuki)، (سانسکریت: वासुकि، آوانگاری: Vāsuki) پادشاه ناگاها در هندوئیسم است. او را به عنوان گوهری به نام «ناگامانی» (زیور مار) بر سر توصیف می‌کنند. فلسفه نامتناهی، یکی دیگر از پادشاهان ناگا و تختی که ویشنو روی آن قرار دارد، برادر بزرگتر اوست، و Manasa، ناگای دیگر، خواهر اوست. در شکل نگاری هندو او را عموماً در حال حلقه زدن به گردن شیوا نشان می‌دهند که گمان می‌رود او را برکت داده و به عنوان زیور پوشیده است.